# Sindrome delle gambe senza riposo
La sindrome delle gambe senza riposo (chiamata anche RLS dall'inglese restless legs syndrome) è caratterizzata dalla necessità di effettuare movimenti periodici degli arti inferiori. Conosciuta anche come sindrome di Willis-Ekbom, colpisce prevalentemente le donne di età compresa fra i 35 e i 50 anni.
Colpisce solitamente gli arti inferiori, ma può interessare anche le braccia, il tronco e persino un arto fantasma. Il movimento della parte del corpo provoca un sollievo temporaneo.

## Sintomi
I sintomi sono spesso descritti come un formicolio, un fastidio o una smania avvertita alle gambe (o anche alle braccia) che creano una forte necessità di muoverle. Durante la notte l'individuo si muove continuamente nel letto nel tentativo di alleviare questa sgradita sensazione, andando incontro a insonnia e privazione del sonno; un sonno notturno molto disturbato potrebbe comportare eccessiva sonnolenza diurna. In questi casi è opportuno rivolgersi ad un Centro per i disturbi del sonno dove vi sono neurologi specializzati in RLS.

## Criteri statunitensi
Nel 2003 un gruppo di studio del National Institutes of Health (NIH) statunitense ha modificato i precedenti criteri diagnostici includendo:
1. necessità di muovere gli arti, associata o meno a parestesie;
2. miglioramento col movimento;
3. peggioramento col riposo;
4. peggioramento nelle ore serali o notturne.[2]

La RLS può essere primitiva o secondaria.
La forma primitiva è considerata idiopatica, cioè priva di una causa nota. Nella forma primitiva l'insorgenza è solitamente lenta. La sindrome può non manifestarsi per mesi o anni. Spesso è progressiva e tende a peggiorare con l'età. La RLS nei bambini è spesso misconosciuta.
La forma secondaria ha spesso insorgenza improvvisa e può presentarsi fin dall'esordio nella forma diurna. Insorge spesso dopo i 40 anni, sebbene possa presentarsi anche in soggetti più giovani. È spesso associata con particolari condizioni cliniche o con l'uso di alcuni farmaci.

## Eziologia

### Meccanismi patogenetici
La maggior parte degli studi patogenetici sulla sindrome delle gambe senza riposo si è focalizzata sul ruolo della dopamina e del ferro. Queste ipotesi sono basate sull'osservazione che la levodopa e il ferro possono essere usati per trattare la sindrome, ma anche sulle scoperte derivate dalle tecniche di imaging funzionale del cervello (come la tomografia a emissione di positroni e la risonanza magnetica funzionale), da studi autoptici e da esperimenti su animali. Anche nel liquor cefalorachidiano di pazienti affetti sono state dimostrate differenze relative ai marker della dopamina e del ferro. Il nesso fra questi due sistemi è dimostrato dal rilievo di bassi livelli di ferro nella substantia nigra dei soggetti affetti, sebbene possano essere coinvolte altre aree del cervello.

### Patologie associate
La più comune fra le condizioni cliniche associate alla sindrome delle gambe senza riposo è la carenza di ferro (definita come ferritinemia inferiore a 50 µg/L), che è presente in poco più del 20% dei casi di RLS. Altre condizioni patologiche associate alla RLS includono le varici venose, la carenza di folati o di magnesio, le apnee del sonno, l'uremia, il diabete, alcune malattie della tiroide, neuropatia periferica, radicolopatia, problemi vascolari, fibromialgia, sindrome da fatica cronica, malattia di Parkinson, parkinsonismo, tremore essenziale, sclerosi multipla (2 volte più frequente nei malati SM rispetto alla popolazione generale), malattie respiratorie, insufficienza epatica, insufficienza renale e alcune malattie autoimmuni come la sindrome di Sjögren, la celiachia e l'artrite reumatoide. La RLS può peggiorare in gravidanza. Uno studio ha rilevato che la RLS è stata diagnosticata nel 36% dei pazienti seguiti presso un centro di flebologia, rispetto al 18% dei pazienti in un gruppo di controllo.
Alcuni farmaci possono peggiorare una RLS preesistente o esserne la causa. Essi comprendono alcuni antiemetici (quelli che agiscono sul sistema dopaminergico), alcuni antistaminici (spesso contenuti in farmaci da banco), molti antidepressivi (sia i vecchi triciclici, sia i più recenti SSRI), antispastici e alcuni anticonvulsivanti. Spesso il trattamento della patologia di base o la sospensione dell'uso del farmaco scatenante fa cessare i sintomi. La sindrome delle gambe senza riposo può manifestarsi come conseguenza della sindrome da astinenza da benzodiazepine. Anche un sedativo ipnotico a breve durata d'azione può indurre la sindrome delle gambe senza riposo quando i livelli plasmatici del farmaco scendono; questo fenomeno fa parte dell'effetto rebound. L'ipoglicemia è un'altra condizione associata al peggioramento dei sintomi della RLS. La disintossicazione dagli oppiacei è stata associata di recente con la comparsa di sintomi simili alla RLS durante l'astinenza.
Sia la forma primitiva che quella secondaria di RLS possono peggiorare in seguito a interventi chirurgici di qualunque tipo; in particolare, la chirurgia della colonna vertebrale e le ferite accidentali possono associarsi a una aumentata incidenza di RLS.
Alcuni autori ritengono che vi sia un'associazione tra RLS o movimenti periodici degli arti e ADHD (disturbo da deficit di attenzione/iperattività) in alcuni bambini. In entrambe le condizioni vi sarebbe un ruolo fondamentale della dopamina. Inoltre, molti dei farmaci utilizzati in entrambi i casi agiscono sui livelli cerebrali di dopamina.
Il rapporto causa-effetto, per quanto riguarda i comportamenti osservati in alcuni pazienti (a esempio essere sovrappeso, la mancanza di esercizio fisico, la presenza di depressione, lo stress o di altre malattie mentali) non è ancora chiaro.
La carenza di sonno derivante dalla RLS potrebbe essere la causa delle situazioni osservate, oppure i farmaci utilizzati per trattare questi disturbi potrebbero scatenare la RLS. Nel caso di parassitosi allucinatoria e disturbo somatoforme può essere presente anche questa sindrome, in questo caso con origine psicogena. 
Occorre anche una diagnosi differenziale coi crampi notturni alle gambe, i tic nervosi e l'acatisia, anche se ci può anche essere un legame diretto e una comorbilità di patologie.

### Genetica
Più del 60% dei casi di RLS sono familiari e si ereditano con meccanismo di ereditarietà autosomica dominante a penetranza variabile.
Al momento non si conosce esattamente la causa della RLS. Da studi autoptici è emerso il ruolo sia del sistema dopaminergico sia della carenza di ferro a livello della sostanza nera di Sömmerring (studio pubblicato su Neurology, 2003). Il ferro è un cofattore essenziale per la formazione della L-dopa, precursore della dopamina.
Al momento si conoscono sei loci di associazione all'interno dei geni, elencati di seguito. A eccezione del primo locus citato, essi sono stati individuati utilizzando un modello di trasmissione autosomica dominante.
- Il primo locus genetico è stato scoperto in una grande famiglia del Canada Francese ed è situato sul braccio lungo del cromosoma 12.[24][25] Questo locus è stato scoperto mediante un modello di trasmissione autosomica recessiva.[26]
- Il secondo locus associato alla RLS è situato sul cromosoma 14q ed è stato scoperto in una famiglia italiana.[27]
- Il terzo locus mappa sul cromosoma 9p ed è stato individuato in due famiglie statunitensi non imparentate tra loro.[28]
- Un altro locus, sul cromosoma 20p, è stato scoperto in una famiglia del Canada francese affetta da RLS.[29]
- Il quinto locus è situato sul cromosoma 2p ed è stato individuato in tre famiglie imparentate in provincia di Bolzano.[30]
- Il sesto locus mappa sul cromosoma 16 in posizione 16p12.1 ed è stato scoperto da Levchenko et. al. nel 2008.[31]

Sono stati individuati tre geni, MEIS1, BTBD9 e MAP2K5, associati alla RLS.
Il loro ruolo nella patogenesi di questa malattia non è ancora chiaro. Di recente è stato scoperto un quarto gene, PTPRD, associato alla sindrome.
È stata inoltre dimostrata l'associazione tra la sindrome delle gambe senza riposo e il gene BTBD9 sul cromosoma 6p21.2.

## Trattamento
Non esiste al momento una cura specifica per la RLS, ma vengono utilizzati diversi farmaci per controllare i sintomi:
- benzodiazepine e anticonvulsanti;
- agonisti dopaminergici (pramipexolo);
- sedativi;
- antidolorifici oppioidi;
- ovviamente consigliabile, prima di ricorrere a trattamenti farmacologici, usare piccoli accorgimenti personalizzati: evitare l'assunzione di alcolici nei pasti serali, fare esercizi di stretching, sottoporre gli arti a docce alternate calde/fredde ecc.

L'Associazione RLS Italia Aps (www.rls-italia.it), che supporta i pazienti con Sindrome delle gambe senza riposo, fa parte dell'Alleanza europea EARLS, che è un'organizzazione indipendente e senza scopo di lucro, che si impegna a sensibilizzare l'opinione pubblica sulla RLS .